# Иваницкий, Константин Иванович
Константин Иванович Иваницкий (5 марта 1863 года, Фёдоровский прииск Енисейской губернии — 1935, Харбин) — известный сибирский золотопромышленник, проживавший в селе Чебаки (Ширинский район Республики Хакасия). В 1920 году эмигрировал в город Харбин (Китай), где похоронен.

## Биография
Родился 5 марта 1863 года на Фёдоровском прииске Енисейской губернии. Его отец — Иван Матвеевич Иваницкий (1840 — 26 октября 1907)
был двоюродным братом купца З. М. Цибульского — зачинателя идеи создания курорта на озере Шира. Работал главным управляющим на прииске «Центральный» в Мариинской системе приисков. Ему перешла собственность Цибульского.
В основном имя К. И. Иваницкого связывают с известным рудником «Богомдарованный». Первооткрывателем золотоносного месторождения был хакас-рабочий Алексей Ульчугачев, который затем продал его купцу Дмитрию Федулову. Тот в сентябре 1897 передал рудник на правах долгосрочной аренды К. И. Иваницкому. За 18 лет, с 1899 года по 1917 год, на руднике «Богомдарованный» было добыто 4576 кг золотого металла.
Осенью 1910 г. по просьбе «Российского золотопромышленного общества» на рудник с целью выяснения ценности месторождения, приезжал В. А. Обручев, русский геолог, палеонтолог, географ и писатель-фантаст. В марте 1911 г. «Золоторосс» купил у Иваницкого 67 отводов в Мариинском и Ачинском округах и 37 в Минусинском округе. Выплачено 2 млн. 200 тыс. руб. Впоследствии он продал «Российскому золотопромышленному обществу» еще 4 рудника общей площадью 364 десятины (Ивановский, Полтавский, Российский и Сибирский).
В 1913 К. И. Иваницкий приобрел Ольховские золотые рудники, которые находились по притоку р. Джеби Кизырской системы в Минусинском уезде Енисейской губернии. В 1914 основал АО «Ольховские золотые рудники» с основным капиталом в 2 млн руб. АО «Ольховские золотые рудники» начало действовать в июле 1915 года. Из 20 тыс. акций общества 15 тыс. принадлежали Иваницкому. В первый год он получил 17,5 пудов золота. Для добычи рудного золота на рудниках была построена золотоизвлекательная бегунная фабрика, которая дала 120 пудов золота. В последние годы добыча золота была доведена до 30 пудов в год.
После революции из Красноярска уехал в Маньчжурию, куда прибыл 6 февраля 1920 года. Скончался в Харбине в 1935 году.

## Наследие
Усадьба — «Дом Иваницкого» — признана ценным архитектурным памятником Хакасии федерального значения.

## Воспоминания
Иван Матвеевич Иваницкий передал свою страсть к охоте и сыну своему Константину.
Вспоминаю, как однажды летом я приехал к Иваницким. Иван Матвеевич, встретив меня, первым делом с восторгом сообщил мне новость о том, что его сын Костя убил на днях марала, то есть изюбря; это был крупный самец, в котором было 10 пудов мяса. Костя в это время был четырнадцатилетним реалистом; он приехал к родителям на каникулы. С этой юной своей поры он стал страстным охотником, получив впоследствии в этом отношении даже большую известность.
Прошли года — и Костя превратился в Константина Ивановича и стал затем также одним из крупных золотопромышленных деятелей в Сибири. Разумеется, это был деятель совершенно другого типа, чем его дедушка Цыбульский. Он был к тому же большим счастливцем и удачником. После смерти Цыбульского его дела и имущество перешли к И. М. Иваницкому, а после смерти последнего — к его сыну Константину Ивановичу, который и стал, таким образом, обладателем крупного наследственного имущества. Это имущество заключалось в хорошо оборудованных золотых промыслах и небольшом наличном капитале. К. И. Иваницкий был человек неглупый и мог хорошо вести свои дела. Во время его хозяйничанья на его наследственных золотых приисках ему всегда везло. Золота добывалось там по 20 пудов в лето, на 400 тысяч рублей; это означало, что, самое малое, Константину Ивановичу оставалось до 100 тысяч рублей чистой прибыли. Но благодаря широкому размаху жизни ему этих денег не хватало. Держал он для себя два дома в обеих столицах: в Москве и Петербурге. В обоих этих городах он имел и свои скаковые конюшни. В результате такого широкого образа жизни К. И. Иваницкий задолжал изрядную сумму денег Государственному банку. В это время ему удалось продать в Петербурге часть своих более благонадежных приисков Российскому золотопромышленному обществу, за миллион 800 тысяч рублей. Это обстоятельство дало Иваницкому возможность рассчитаться с банком и в то же время удержать за собою марку крупного золотопромышленника. Сначала казалось, что с продажей его лучших приисков дело Иваницкого, как золотопромышленника, было похоронено, но счастье вновь вывезло его и сторицей вернуло ему потерянное. Это случилось так. Какие-то охотники-крестьяне в Минусинском округе, охотясь на глухарей, наткнулись на рудное золото. Крестьяне, открывшие руду, мало что понимали в этом деле, но все же поехали к ближайшему известному им золотопромышленнику, Иваницкому. Они указали ему местонахождение руды и получили за это от него 3 тысячи рублей вознаграждения. При обследовании оказалось, что рудное нахождение представляло собой какое-то неслыханное до сих пор в золотопромышленной практике напластование — это была не жила, не россыпь, а в несколько сажен земляная трещина в мягких породах, наполненная разрушенной колчеданистой золотой рудой. На вид эта руда напоминала собой железную охру. Её легко было добывать с помощью кайлы. Руда имела богатое содержание золота. Открытие её вновь сказочно обогатило Иваницкого. Свой новый золотой промысел он назвал Ольгинским прииском. На этом прииске он без особых усилий и крупных затрат производил добычу руды, из коей извлекал по 20 и более пудов золота в лето. И так продолжалась эта добыча лет шесть или семь, вплоть до революции 1917 года.
Русская революция вынудила К. И. Иваницкого бежать в Маньчжурию, в Харбин, где он, как мой старый друг, поселился в моем доме. Сумел он вывезти с собой за границу до 30 фунтов золота в слитках и некоторое ценное имущество, в виде, главным образом, дорогих одежд, принадлежавших в свое время еще Цыбульскому и его жене. Среди таковых были две мужские шубы — одна на дорогом меху из камчатского бобра, другая на меху черно-бурой лисицы; затем два женских меха, соболий и черно-бурой лисицы, и другие ценные меховые вещи.
Живя у меня, он продал одну шубу, камчатского бобра, за 7 тысяч иен. Продавал он и остальные меховые вещи, но по какой цене, не знаю. Кроме сего, вывез с собой Константин Иванович на порядочную сумму и бриллиантов. Казалось, во всяком случае, безбедная беженская жизнь была ему обеспечена. При оставлении им своей золотопромышленной резиденции в Чебаках им было закопано в землю около 6 пудов золота. Место, где было скрыто золото, находилось верстах в 20 от Чебаков; о нем знали только сам Иваницкий и его жена.
С этим золотым кладом им тоже посчастливилось. Какие-то советские агенты в Харбине уговорили Иваницких сдать спрятанное ими золото советскому правительству. Для этого Таисья Алексеевна, жена Иваницкого, женщина весьма энергичная, по уговору с советскими агентами, съездила в Сибирь, в Чебаки (кажется, это произошло в 1930 году, точной даты не помню). Там по её указанию золото было выкопано и сдано представителям советской власти. Эта операция дала Иваницким такие финансовые результаты: по возвращении Таисьи Алексеевны в Харбин она получила здесь половину обусловленной с советскими агентами цены, именно 50 тысяч иен, а вторая половина была уплачена в Томске сестрам Иваницкого.
Казалось, что и тут счастье все еще не покидало Константина Ивановича. За последние годы его жизни на чужбине это счастье, однако, стало изменять ему. Как-то известный харбинский вор основательно обчистил его квартиру, и многие ценные вещи его безвозвратно исчезли. Полученные за выдачу золотого клада в Сибири деньги не принесли Иваницким благополучия. Они стали раздавать эти деньги под проценты, и очень неудачно: дали 20 тысяч иен известному сибирскому коммерсанту Винокурову, и эти деньги пропали; 10 тысяч иен дали под дом, по второй закладной, коммерсанту Агееву — эти деньги тоже пропали. И вскоре дела Иваницких сложились в Харбине так, что они остались почти без всяких средств.
Хочу упомянуть здесь, что Константин Иванович не изменил своей охотничьей страсти до самой смерти. В прошлом году, глубокой осенью, он охотился на кабанов и изюбрей в районе станции Барим, под Хинганом. На этой охоте он схватил жестокую простуду, которая и закончила его земное существование.
Покойный Константин Иванович как-то сообщил мне, что за всю свою жизнь он убил 83 медведя. Быть может, многие подумают, что он, как профессиональный охотник, несколько преувеличил свои охотничьи трофеи, но я лично вполне допускаю правильность и точность его сообщения.
-->